# Martin Vopěnka
Martin Vopěnka (* 8. září 1963) je český spisovatel, publicista, nakladatel a cestovatel.

## Život
Narodil se v Praze v rodině matematika Petra Vopěnky, pozdějšího ministra školství ČR, a Heleny Vopěnkové, rozené Levčíkové; po matce je židovského původu. Protože otec trval na jeho vysokoškolském vzdělání, vystudoval Fakultu jaderné a fyzikálně inženýrské ČVUT. Studium ukončil v roce 1987, vystudovanému oboru se však nikdy nevěnoval.
Do roku 1990 pracoval ve Výzkumném ústavu psychiatrickém v Praze. V roce 1991 založil nakladatelství Práh. Příležitostně píše polemické články, zejména do deníku Mladá fronta DNES. Je členem českého PEN klubu. V roce 2013 byl zvolen předsedou Svazu českých knihkupců a nakladatelů.
Žije v Praze, je ženatý. Je otcem dvou vlastních a dvou nevlastních dětí.

## Literární dílo
Jako spisovateli mu vyšlo mnoho knih, z nichž některé byly přeloženy. Známou je zejména[zdroj⁠?!] trilogie pro mládež Spící město, Spící spravedlnost a Spící tajemství.
- Kameny z hor (Mladá fronta, 1989, ISBN 80-204-0026-5)
- Balada o sestupu (Rozmluvy, 1992, Northwestern University Press USA, 1996, EdituraUniversal Rumunsko 1998, ISBN 80-85336-24-3)
- Pohádky větrných hor (Knižní klub, 1998, ISBN 80-7176-688-7)
- Hotel uprostřed života (NLN, 1999, ISBN 80-7106-306-1)
- Antarktida na prahu konce (Práh, 2000, Sofa, 2000, ISBN 80-85752-94-8) – filozofický deník z jeho cesty na stanici Econelson v Antarktidě v roce 2000
- Laska po sms (Práh, 2001, Eurotel, 2001, Sofa, 2002, ISBN 80-7252-054-7)
- Moře smutku za tvým psem (Prostor, 2002, ISBN 978-80-7260-061-8)
- Encyklopedie Poznávám život a svět (Práh, 2002, 2003, 2011, ISBN 978-80-7252-335-1)
- Konec zákona (Práh, 2003, ISBN 80-7252-077-6) – román, ve kterém vyjádřil své obavy z rozpadu současné civilizace
- Moje cesta do ztracena (Mladá fronta, 2005, ISBN 80-85752-94-8)
- Pátý rozměr (Kniha Zlín, 2009, ISBN 978-80-87162-44-6) – román nabízí alternativní filozofický pohled na vesmír, život a svět
- Spící město (Nakladatelství Fragment, 2011, Trio Slovensko, 2011, ISBN 978-80-253-1349-7)
- Spící spravedlnost (Nakladatelství Fragment, 2012, Trio Slovensko, 2012, ISBN 978-80-253-1370-1)
- Spící tajemství (Nakladatelství Fragment, 2013, Trio Slovensko, 2013, ISBN 978-80-253-1659-7)
- Nebarevné vzpomínky (Práh, 2013, ISBN 978-80-7252-441-9) – kniha zachycuje atmosféru šedesátých let na půdorysu jeho vlastních dětských vzpomínek
- Nová planeta : Prastarý příběh z daleké budoucnosti, Mladá fronta, 2015
- Dům, který opouštíš, Práh, 2016 (32 básní)
- O duši a dívce, Mladá fronta, 2016 (pohádky)
- Můj bratr mesiáš, Mladá fronta, 2017